# Älmhult
Älmhult er hovedby i Älmhults kommune, Kronobergs län, Småland, Sverige. Byen ligger lige nord for grænsen mellem landskaberne Småland og Skåne.
Naturforskeren og lægen Carl von Linné blev født på gården Råshult nord for Älmhult, og 300 årsdagen for Carl von Linnés fødsel blev fejret i Älmhult og omegn i dagene omkring den 23. maj 2007.
Älmhult er også kendt for at være stedet, hvor det første IKEA-møbelvarehus åbnede, i 1958, og IKEA præger
fortsat byen via sine mange arbejdspladser.
Byen opstod som jernbaneknudepunkt for Södra stambanan (Malmö-Nässjö-Falköping, i dag strækningen Malmö-Stockholm), banen Sölvesborg-Olofströms-Elmhults Jernväg (i dag kun godstransport) til Blekinge og den nu nedlagte bane til Kristianstad.